# الناصر الغربي
الناصر الغربي ولد في 1949 في القيروان، هو سياسي تونسي.

## السيرة الذاتية

### الدراسات
ناصر الغربي متحصل على الأستاذية في القانون وشهادة دراسات عليا من المدرسة الوطنية للإدارة بتونس.

### المسار المهني
في 1974، أصبح ملحقا لدى ديوان وزير الشؤون الاجتماعية. في 1980، عين مديرا للتنمية الاجتماعية، ثم في 1983، أصبح المدير العام لديوان النهوض بالتشغيل والتونسيين بالخارج.

بين 1988 و1990، كان والي قابس. وعند انتهاء مهامه أصبح رئيس مدير عام الشركة التونسية للصناعات الصيدلية، ثم في 1996، عين مديرًا عامًا للوكالة التونسية للتعاون الفني. بين 2000 و2004، شغل منصب رئيس مدير عام الصيدلية المركزية التونسية، ثم بين 2004 و2009 رئيس مدير الصندوق الوطني للتأمين على المرض.

من جهة أخرى، هو أستاذ قانون عام في المدرسة الوطنية للإدارة بتونس.

### المسار السياسي
شارك فانتخابات 25 أكتوبر 2009 وفاز بمقعد في مجلس النواب عن دائرة بن عروس الانتخابية، وبقي فيه حتى حل المجلس في 9 فبراير 2011 إثر الثورة التونسية. داخل المجلس كان رئيس لجنة الصحة والشؤون الاجتماعية.

14 يناير 2010، عين في منصب وزير الشؤون الاجتماعية والتضامن والتونسيين بالخارج في حكومة محمد الغنوشي الأولى، وبقي على رأس الوزارة حتى 17 يناير 2011، أيام بعد هروب الرئيس زين العابدين بن علي في الثورة.

كان طوال مسيرته في حزب التجمع الدستوري الديمقراطي. إنضم في 2017 إلى حركة مشروع تونس.

## الحياة الخاصة
ناصر الغربي متزوج وأب لأربعة أبناء.

## الأوسمة
- الصنف الثاني من وسام الجمهورية (تونس).
- ميدالية الصحة العمومية (تونس)